# La zia svedese
La zia svedese è un film pornografico, uscito anche in versione soft, del 1980 diretto da Mario Siciliano.

## Trama
Il nipote di un ingegnere va a fare visita allo zio. Tra lui e la moglie dell'uomo nasce un'improvvisa simpatia che sfocia ben presto in amore.